# Westheim (Bawaria)
Westheim – miejscowość i gmina w Niemczech, w kraju związkowym Bawaria, w rejencji Środkowa Frankonia, w regionie Westmittelfranken, w powiecie Weißenburg-Gunzenhausen, wchodzi w skład wspólnoty administracyjnej Hahnenkamm. Leży około 22 km na zachód od Weißenburg in Bayern, przy drodze B466.

## Dzielnice
W skład gminy wchodzą następujące dzielnice: Hüssingen, Ostheim, Westheim.

## Demografia
| Rok  | Liczba mieszk. |
| ---- | -------------- |
| 1970 | 1 246          |
| 1987 | 1 208          |
| 2000 | 1 230          |

## Oświata
(na 1999)

W gminie znajduje się 50 miejsc przedszkolnych (51 dzieci).